# Szuszo nagysebességű vasútvonal
A Szuszo (Suseo) nagysebességű vasútvonal egy 61,1 km hosszúságú, normál nyomtávolságú, 25 kV 60 Hz-cel villamosított nagysebességű vasútvonal Dél-Koreában Szuszo (Suseo) állomás és a Phjongthek (Pyeongtaek) város közelében található Kjongbu (Gyeongbu) nagysebességű vasútvonal elágazása között. A vasútvonalat a többi dél-koreai vasútvonallal szemben nem a Korail, hanem a Supreme Railways üzemelteti. A megengedett legnagyobb sebesség a vonalon 300 km/h.
Az új vasútvonalnak 86%-a 50 méterrel a föld alatt halad. Tongthan (Dongtan) állomás az ország első föld alatt megépült nagysebességű vasútállomása. A vasútvonalon közlekedő SRT járatok egészen Puszan (Busan) városáig közlekednek, a KTX járatokkal közösen használva a Kjongbu (Gyeongbu) nagysebességű vasútvonalat. Az SRT járata néhány perccel gyorsabb, mint a KTX, továbbá a menetjegy ára 10%-kal alacsonyabb.

## Története
A vasútvonal 2016. december 9-én nyílt meg.